# Breny
Breny ist eine französische Gemeinde mit 219 Einwohnern (Stand: 1. Januar 2022) im Département Aisne in der Region Hauts-de-France (frühere Region: Picardie). Sie gehört zum Arrondissement Soissons und zum Kanton Villers-Cotterêts. Die Einwohner werden als Brenois(es) bezeichnet.

## Geographie

### Lage
Die Gemeinde liegt rund 20 Kilometer (Straßenentfernung) südlich von Soissons und 21 Kilometer nördlich von Château-Thierry im Tal des Ourcq, in den der Bach Ru de Chaudailly mündet, an der Bahnstrecke Trilport–Bazoches (mit Haltepunkt), die in Bazoches-et-Saint-Thibaut auf die Strecke von Soissons nach Reims trifft. Die östliche Begrenzung bildet teilweise eine Trasse der Chaussée Brunehaut mit den Brücken Ponts Bernard aus der Wende vom 17. zum 18. Jahrhundert. Nachbargemeinden von Breny sind Oulchy-la-Ville und Oulchy-le-Château im Norden, Armentières-sur-Ourcq im Osten, La Croix-sur-Ourcq im Süden und Montgru-Saint-Hilaire im Westen.

## Geschichte
In der Gemeinde haben sich neolithische, gallorömische und merowingische Grabstätten gefunden.

### Bevölkerungsentwicklung
| Jahr                       | 1962 | 1968 | 1975 | 1982 | 1990 | 1999 | 2006 | 2012 | 2021 |
| Einwohner                  | 295  | 260  | 250  | 219  | 212  | 238  | 267  | 257  | 228  |
| Quellen: Cassini und INSEE |      |      |      |      |      |      |      |      |      |

## Sehenswürdigkeiten
- Kirche Saint-Martin aus dem 12. Jahrhundert mit halbkreisförmiger Apsis, 1921 als Monument historique klassifiziert (Base Mérimée PA00115557)

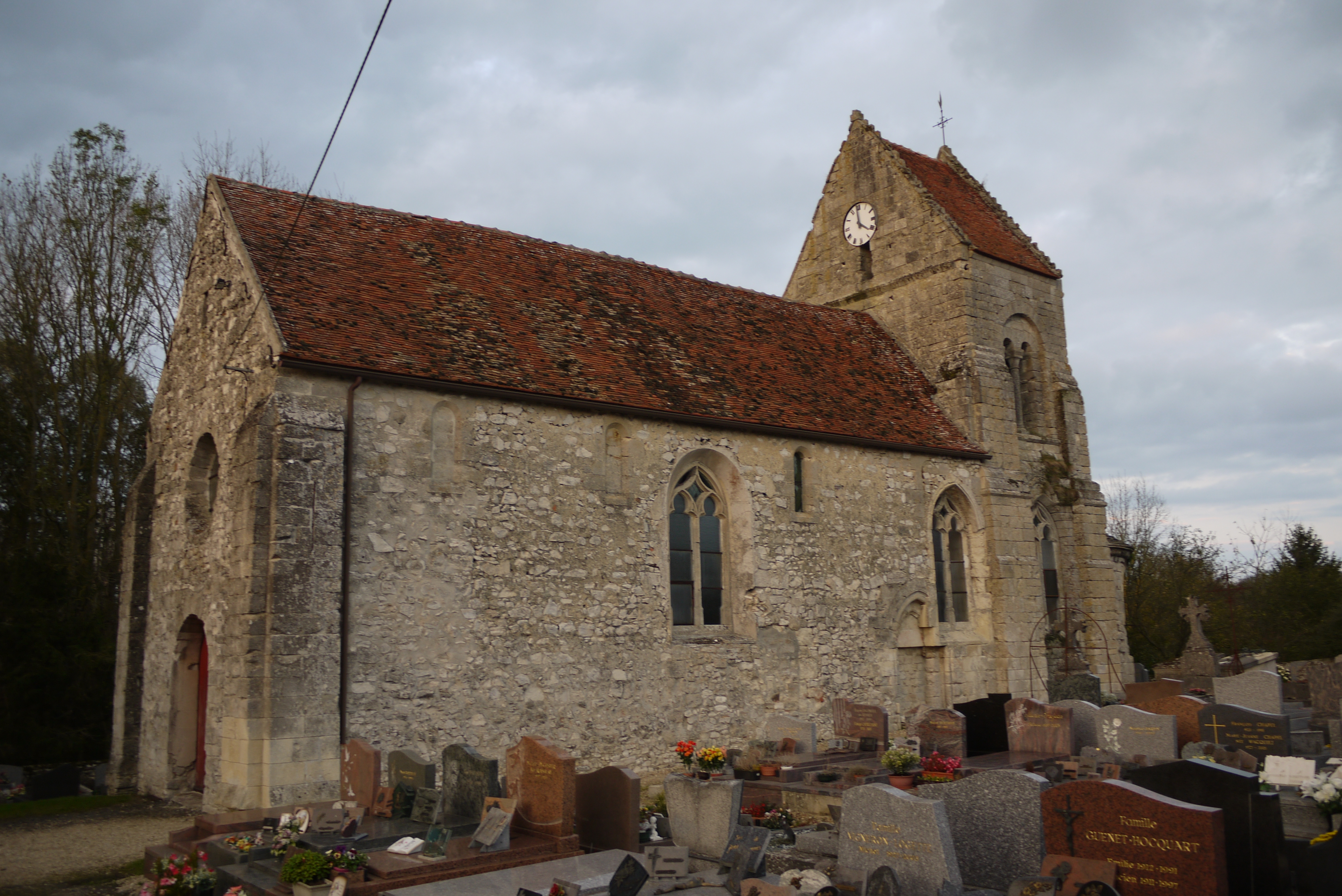
Kirche Saint-Martin